# Pilea quichensis
Pilea quichensis är en nässelväxtart som beskrevs av J. D. Smith. Pilea quichensis ingår i släktet pileor, och familjen nässelväxter. Inga underarter finns listade i Catalogue of Life.